# The Giant Spider Invasion
The Giant Spider Invasion (br / pt: A Invasão das Aranhas Gigantes) é um filme de terror dos Estados Unidos de 1975, não exibido nos cinemas brasileiros, dirigido por Bill Rebane e estrelado por Steve Brodie e Barbara Hale. Foi produzido pelo estúdio Cinema Group 75. O mesmo Bill Rebane dirigiu Invasion from Inner Earth.

## Sinopse
Ficção científica não exibida nos cinemas brasileiros em produção independente rodada no Wisconsin. Um meteoro cai numa pequena localidade do meio-oeste americano. Suas estranhas formação de cristal eclodem em aranhas com até 15 metros de altura, que destroem o que encontram à sua volta. Uma cientista, Jenny (Hale), entra em ação para eliminar as perigosas criaturas extraterrenas.
O filme foi exibido por diversas vezes no Brasil pelo SBT e TV Corcovado do Rio de Janeiro. Nunca foi lançado em DVD no Brasil.

## Elenco
- Steve Brodie — Dr. J.R. Vance
- Barbara Hale — Dr. Jenny Langer
- Alan Hale Jr. — Xerife Jeff Jones
- Robert Easton — Dan Kester
- Leslie Parrish — Ev Kester
- Christiane Schmidtmer — Helga
- Kevin Brodie — Dave Perkins
- Paul Bentzen — Billy Kester

## Curiosidades
- A produção, de poucos recursos, utiliza um fusca recoberto por uma camada de pelúcia para representar a aranha gigante. A criatura é filmada sempre em tomadas escuras ou muito rápidas. É facilmente averiguável que as patas da mesma não tocam o chão. Apesar disso, o filme assusta e os efeitos não são tão toscos para a época. Os faróis, por sua vez, representam os olhos vermelhos luminosos da criatura.